# Vrhi Vinagorski
Vrhi Vinagorski falu Horvátországban Krapina-Zagorje megyében. Közigazgatásilag Pregradához tartozik.

## Fekvése
Krapinától 13 km-re, községközpontjától 4 km-re nyugatra a Horvát Zagorje északnyugati részén fekszik.

## Története
A településnek 1857-ben 285, 1910-ben 420 lakosa volt. Trianonig Varasd vármegye Pregradai járásához tartozott. A településnek 2001-ben 137 lakosa volt.

## Külső hivatkozások
- Pregrada hivatalos oldala
- A város információs portálja